# Neumonitis
Se conoce como neumonitis a la inflamación pulmonar limitada al intersticio, como sucede en la neumonía viral, la de etiología desconocida y la neumonía por irradiación, incluyendo la fibrótica. Esta inflamación es producida en ocasiones por reacciones alérgicas. Comúnmente se la confunde con la neumonía por la similitud de la palabra. La diferencia entre estas dos es que, mientras en la neumonía el acúmulo de exudado inflamatorio se produce en el interior de los alveolos, en la neumonitis el exudado inflamatorio se acumula alrededor de ellos, es decir, en el tejido intersticial.

## Causas
- Infección vírica
- Neumonía
- Radioterapia
- Sepsis
- Tuberculosis
- Lupus eritematoso sistémico
- Reacciones adversas a medicamentos.
- Hipersensibilidad a agentes inhalados.[1]
- Inhalación de ciertas sustancias químicas, como el cloro[2] y el calomelano o cloruro mercurioso.